# Lillian Russell (film)
Lillian Russell is een Amerikaanse muziekfilm uit 1940 onder regie van Irving Cummings. Geproduceerd door Darryl F. Zanuck, is de film gebaseerd op Lillian Russell, een van de bekendste actrices uit de negentiende eeuw.

## Verhaal
De film richt zich op de periode van Russels leven als ster: Vanaf haar ontdekking door Tony Pastor in 1890 tot haar pensioen in 1912, wanneer ze trouwt met Alexander Moore. Daarnaast beschrijft hij uitbundig haar schandalen.

## Productie
Zanuck, de producent, zocht een actrice die geschikt zou zijn een actrice met een leven vol schandalen te spelen. Alice Faye, die op dat moment aan het herstellen was van persoonlijke en professionele problemen, was in zijn ogen de perfecte actrice. Ook Faye kon niet wachten met het filmen van Zanucks nieuwe productie. Uiteindelijk zag Faye haar vertolking van Russell als de beste dramatische rol die ze ooit heeft gespeeld. Faye vertelde dat de rol moeilijk was, maar dat regisseur Cummings haar goed kon helpen, omdat hij, volgens Faye, de echte Russell ook heeft gekend.
De film had een van de grootste budgets van dat jaar. Veel geld werd uitgegeven aan kostuums en aan extra's. Zo werden er ongeveer 100 koormeisjes gebruikt voor de film.

## Rolverdeling
| Acteur           | Personage                           |
| ---------------- | ----------------------------------- |
| Alice Faye       | Helen Leonard a.k.a Lillian Russell |
| Don Ameche       | Edward Solomon                      |
| Henry Fonda      | Alexander Moore                     |
| Edward Arnold    | Diamond Jim Brady                   |
| Warren William   | The Famous J.L.                     |
| Leo Carrillo     | Tony Pastor                         |
| Helen Westley    | Grootmoeder Leonard                 |
| Dorothy Peterson | Cynthia Leonard                     |
| Ernest Truex     | Charles Leonard                     |
| Nigel Bruce      | William S. Gilbert                  |
| Lynn Bari        | Edna McCauley                       |